# Lucas Moura
Lucas Rodrigues Moura da Silva (* 13. August 1992 in São Paulo), meist Lucas Moura oder Lucas genannt, ist ein brasilianischer Fußballspieler. Der Rechtsaußen steht aktuell beim FC São Paulo unter Vertrag und ist Nationalspieler von Brasilien.

## Karriere

### Verein
Lucas begann seine Karriere in der Jugend des FC São Paulo im Jahr 2005. Dort gewann er im Jahr 2010 mit der A-Jugend die Copa São Paulo de Futebol Júnior. Noch im gleichen Jahr rückte der Offensivspieler in den Kader der Profimannschaft des FCSP. Dort erkämpfte sich Lucas schnell einen Stammplatz und spielte sich in den Vordergrund.
Am 8. August 2012 verpflichtete der französische Erstligist Paris Saint-Germain Lucas zum 1. Januar 2013. Er unterschrieb einen Vertrag über viereinhalb Jahre bis zum 30. Juni 2017.
In der Wintertransferperiode 2018 wechselte Lucas zum Londoner Club Tottenham Hotspur. Beim Halbfinalrückspiel der Champions League 2018/19 avancierte er zum Matchwinner. Ajax Amsterdam gewann das Hinspiel im Tottenham Hotspur Stadium mit 1:0 und führte im Rückspiel in der heimischen Johan-Cruyff-Arena zur Halbzeit mit 2:0, doch Lucas Moura drehte das Spiel mit einem lupenreinen Hattrick.
Im Sommer 2023 kehrte Lucas nach Brasilien zum FC São Paulo zurück.

### Nationalmannschaft
Lucas war Juniorennationalspieler Brasiliens. Mit der U-20 des Landes nahm der Mittelfeldspieler an der Südamerikameisterschaft 2011 teil. In den neuen möglichen Partien der ersten Gruppenphase und der Finalstaffel, kam Lucas als einziger Spieler neben Alex Sandro und Oscar zu Einsätzen in jeder Begegnung, wobei in acht Spielen in der Startformation stand. Das brasilianische Nachwuchsteam schloss diese Meisterschaft als Gewinner ab. Hinter Teamkollege Neymar war Lucas zudem mit vier Toren zweitbester Schütze seiner Mannschaft.
Nach der für die brasilianische A-Nationalmannschaft enttäuschend verlaufenden WM in Südafrika, kam Lucas unter Neu-Trainer Mano Menezes, der einen Umbruch herbeiführte, am 27. März 2011 zu seinem ersten Einsatz in dieser Mannschaft. In der Freundschaftspartie gegen Schottland wechselte ihn Menezes in der 72. Minute für Jádson ein. Seither wird der Mittelfeldspieler regelmäßig ins Aufgebot berufen. Im Sommer 2011 wurde er für die Copa América in Argentinien nominiert. Dort gab er in der Auftaktbegegnung am 3. Juli 2011, beim 0:0 gegen Venezuela sein Copa-Debüt.
2012 nahm er mit der Olympiamannschaft an den Olympischen Spielen in London teil, bei denen Brasilien zum ersten Mal die Goldmedaille gewinnen wollte. Im Finale musste sich Brasilien aber mit 1:2 der mexikanischen Mannschaft geschlagen geben. Lucas kam in vier von sechs Spielen zum Einsatz, u. a. im Finale.
Nachdem Moura in den Jahren 2012 und 2013 nur noch regelmäßig in den A-Kader berufen wurde, erfolgten 2014 keine Einsätze mehr. 2015 kam er zu zwei Einsätzen und 2016 nur zur zu einem. 2017 erfolgten wieder keine Berufungen. Erst 2018 berief Nationaltrainer Tite ihn wieder zu zwei Freundschaftsspielen am 12. Oktober 2018 gegen Saudi-Arabien und am 16. Oktober 2018 gegen Argentinien. Moura wurde nachträglich als Ersatz für den verletzten Everton von Grêmio Porto Alegre berufen. Im Spiel gegen Saudi-Arabien kam er zu einem Einsatz. Danach erfolgten keine Berufungen mehr. Erst am 31. August 2024 berief ihn Trainer Dorival Júnior in den Kader für zwei Qualifikationsspiele zur Fußball-Weltmeisterschaft 2026. Er ersetzte den verletzten Savinho.

## Erfolge
Nationalmannschaft
- U20-Südamerikameisterschaft: 2011
- Olympisches Fußballturnier: Silbermedaille 2012
- FIFA-Konföderationen-Pokal: 2013

FC São Paulo
- Copa São Paulo de Futebol Júnior: 2010
- Copa Sudamericana: 2012
- Copa do Brasil: 2023

Paris Saint-Germain
- Französischer Meister: 2013, 2014, 2015, 2016
- Französischer Ligapokal: 2015, 2016, 2017
- Französischer Pokal: 2015, 2016
- Französischer Supercup: 2013, 2014, 2015, 2016

Auszeichnungen
- Spieler des Monats der Ligue 1: Oktober 2014